# Edward Kenway
 (juin 2014).
Le capitaine Edward James Kenway est un personnage de fiction créé en premier lieu pour les besoins du roman Assassin's Creed : Forsaken, puis protagoniste du jeu vidéo Assassin's Creed IV. Corsaire puis pirate gallois entraîné par les assassins, il est le père de Haytham Kenway et le grand-père de Connor, les deux personnages jouables d'Assassin's Creed III. Il fit la rencontre de pirates célèbres comme Barbe Noire, (bien que, historiquement, ce dernier meure trois ans après le début de l’histoire d'Edward) Calico Jack, Charles Vane, Benjamin Hornigold, Anne Bonny, Mary Read ou encore Stede Bonnet.

## Biographie

### Avant les événements du jeu

#### Naissance
Edward est né en 1693 à Swansea au pays de Galles d'un père anglais, Bernard Kenway, et d'une mère galloise, Linette Hopkins. Il a une sœur au nom inconnu, et morte à un âge également inconnu (mais probablement très jeune). Vers ses dix ans, sa famille a déménagé dans le sud-ouest de l'Angleterre pour y établir une ferme et une bergerie. Doué, d'après ses parents, d'un don de parole assez rare, il fut chargé de négocier les ventes dès qu'il fut en âge de pouvoir se déplacer seul, ce qui l'amenait à écumer les villes voisines assez régulièrement, et de se retrouver dans les tavernes tout aussi souvent. Se noyer dans l'alcool était pour lui sa façon d'oublier sa vie qu'il n'appréciait guère, mais qu'il n'osait abandonner totalement de peur de la réaction de ses parents qu'il estimait beaucoup. Arrogant et pleinement conscient qu'il voyait le monde d'une façon qui n'était pas celle de la "masse", il rêvait en effet d'échapper à sa condition sociale et de devenir un homme riche et estimé, et non un paysan, aussi honnête fut-il.

#### Rencontre avec Caroline Scott
Un soir, tandis qu'il prenait un verre à l'Auld Shillelagh, il se leva pour défendre une jeune fille ivre qui était sur le point de se faire violer par Tom Cobleigh (un vieil ennemi et concurrent), son fils Seth, et un troisième homme nommé Julian. Passé à tabac par le groupe, il fut sauvé par l'intervention d'un cavalier qui se révéla être une jeune femme de bonne famille nommée Caroline Scott. Immédiatement séduit par cette dernière, il tenta d'éveiller son attention par divers moyens, tout en la sachant pourtant promise à un riche négociant. Il ignorait alors que Caroline elle-même était très intéressée par lui, et finalement la jeune femme fit scandale en refusant d'épouser son prétendant et en lui préférant Edward, bien qu'il ne fut pas de sa classe sociale.
Edward et Caroline formaient initialement un couple solide, et réellement amoureux. Cependant, le jeune homme déchanta rapidement en réalisant tout ce que sa femme avait dû abandonner pour l'épouser, autant de choses que ses gages de fermier ne suffiraient jamais à compenser. Il retomba dans ses excès de boisson tout en rêvant à la possibilité de devenir corsaire afin de gagner de quoi avoir une vie décente. C'était un projet que son épouse ne soutenait que du bout des lèvres, mais l'intervention du père de cette dernière le força à prendre sa décision. Emmett Scott en effet lui proposa de faire de lui un homme riche s'il répudiait sa fille, qu'il rendrait selon lui malheureux. Acculé, Edward parvint à négocier une solution intermédiaire qui s'accordait à son rêve : il partirait en mer en tant que corsaire, ce qui laisserait le temps à Emmett de se rabibocher avec sa fille, et ne reviendrait qu'une fois assez riche. Emmett ne fut que trop heureux d'accepter, mais Caroline, elle, ne put supporter cette décision qu'Edward se refusa à expliquer, et décida de le quitter pour retourner avec sa famille. 
C'est ainsi qu'en 1712, Edward se retrouva à bord de l'Emperor puis rejoignit quelques mois plus tard l'équipage du Capitaine Edward Thach (le futur Barbe Noire). Il ne versa dans la piraterie que tardivement, après que le traité d'Utrecht mit fin en avril 1713 à la guerre entre les Britanniques et les Espagnols, laissant des milliers de corsaires comme lui sans emploi et désœuvrés. C'est sous les ordres du Capitaine Bramah qu'il eut son premier contact avec la confrérie des Assassins, par le biais de Duncan Walpole. C'est avec cette rencontre que démarre par ailleurs le jeu.

Assassin's Creed IV Black Flag

### Assassin's Creed IV Black Flag

#### Duncan Walpole
En effet en 1715, le navire d'Edward se fait attaquer par le navire Britannique. Il est le seul survivant de la bataille avec un autre homme, dénommé Duncan Walpole. Ce dernier, agressif, tente de le tuer mais Edward prend vite l'avantage et l'assassine. Il découvre alors sur lui une lettre et un étrange artefact et apprend qu'il est attendu à La Havane par le gouverneur Laureano Torres. Flairant la possibilité d'une récompense à la clef, il décide de dépouiller Walpole de ses habits et de se faire passer pour lui, Torres ne connaissant pas, selon ses propres mots, le visage de son interlocuteur.
Il fait ensuite la rencontre de Stede Bonnet, marchand pris en otage par la marine britannique, qui le suspecte de piraterie. Il décide de l'aider et d'assassiner les soldats, en échange de quoi il demande à être conduit à La Havane tout en se présentant sous le nom de Walpole comme un agent en mission secrète pour la couronne. Le marchand devait justement s'y rendre, et laisse la barre à Edward.
À La Havane, Edward se rend chez le gouverneur et y fait la rencontre du corsaire britannique Woodes Rogers et du trafiquant d'armes français Julien Ducasse. Les deux hommes ne se doutent en aucun cas de la supercherie et Ducasse lui offre même ses lames d'Assassins, pensant remplacer un équipement abîmé. Torres se laisse prendre lui aussi, et se révèle être le maître de l'ordre du Temple dans les Caraïbes. Edward lui donne les biens promis par Walpole : l'artefact et une carte révélant les bases environnantes des Assassins. Il apprend également l'existence de l'Observatoire, lieu mythique fondé par la race des Précurseurs[Qui ?] qui confère le pouvoir d'observer l'entièreté du monde, soit un avantage déterminant pour l'Ordre. Comme Rogers et Ducasse, il est officiellement introduit dans l'Ordre à la fin de la rencontre.
Le lendemain, Edward fait la rencontre de Bartholomew Roberts. Il est un « Sage », un être dont le sang serait obligatoire pour rentrer dans l'Observatoire. Les Assassins tentent de le délivrer, mais les Templiers parviennent à gagner le combat et Torres offre enfin à Edward sa récompense en lui demandant de venir à l'interrogatoire le lendemain. Très déçu par la somme acquise, le jeune pirate décide de prendre les devant pour obtenir les secrets de l'Observatoire. Il est cependant démasqué devant la cellule vide du Sage, et emprisonné sur la Flotte du Trésor. Le Sage s'étant visiblement évadé, Torres n'aura pas ses secrets lui non plus.

#### Acquisition du Jackdaw
À bord de la Flotte, Edward parvient à s'évader avec l'aide d'un autre pirate, Adéwalé, et libère assez de prisonniers pour pouvoir se constituer un équipage. Les hommes prennent un Brick d’assaut et s'échappent en passant à travers la tempête qui envoie par le fond le reste de la flotte. Conscient qu'en raison de sa couleur de peau il ne pourrait jamais devenir capitaine, Adéwalé accepte de laisser le commandement à Edward en échange de la place de Quartier-maître. L'affaire entendue, Edward décide de baptiser son navire Jackdaw (en français : choucas des tours), soit un petit oiseau rusé qu'il aime depuis qu'il est enfant. Puis il s'en va naviguer vers Nassau, la fameuse république pirate des Caraïbes.
À Nassau, il rencontre plusieurs de ses anciens camarades : Thach tout d'abord, mais aussi Benjamin Hornigold et le jeune James Kidd. Les trois pirates lui apprennent à se servir de son navire, que ce soit pour attaquer d'autres vaisseaux, pour en améliorer le matériel ou même pour prendre d’assaut les riches entrepôts de sucre qu'on peut trouver un peu partout. Puis Thach lui demande son aide pour attaquer un galion espagnol, et ainsi avoir de quoi défendre Nassau si les britanniques se prenaient d'envie de l'attaquer. 
Le galion convoité se trouvait en fait à Great Inagua et était la propriété de Julien Ducasse. Conscient que le Templier pourrait le reconnaître et annoncer au reste de l'Ordre sa survie et son allégeance aux pirates, Edward décide de l'assassiner puis prend le contrôle de son repaire, où il décide d'établir une base permanente pour sa propre flotte. Grâce à James Kidd, il découvre également une stèle maya qui réagit à son sens de l'aigle, ainsi qu'une armure de Templier qu'il pourra acquérir grâce à des clefs possédées par plusieurs membres de l'Ordre. Kidd s'en va peu après avec son propre navire, mais lui demande de le rejoindre à Tulum dans quelques semaines, ayant selon lui quelque chose d'important à lui montrer.

#### L'attaque de Tulum
Tulum, réalise Edward, est en fait une gigantesque base pour les Assassins assez hostiles à sa présence, ce qui l'oblige à se faufiler dans la végétation et à assommer quelques-uns d'entre eux pour arriver jusqu'à James Kidd. Il fait alors la rencontre du mentor local, Ah Tabai, qui lui demande pourquoi il a révélé leurs bases à l'ennemi. Edward lui explique que seul l'appât du gain a été déterminant, ce qui énerve considérablement l'Assassin, mais Kidd parvient à les calmer en annonçant qu'Edward possède « le Sens » et qu'il a vu le Sage. 
Ah Tabai voulant être certain de ce fait, il demande à James Kidd de procéder à une vérification. Le jeune pirate emmène alors Edward dans un Temple où il lui explique qu'il est lui-même membre des Assassins depuis deux ans. Après avoir résolus plusieurs énigmes, ils trouvent une très ancienne statue dont le visage est identique à celui de Roberts. Edward a à peine le temps de faire part de son étonnement qu'on leur annonce que Tulum est attaqué par les Templiers qui ont pris en otage des Assassins et des membres de l'équipage du Jackdaw. Edward aide à repousser ces ennemis, ce qui lui vaut les remerciements de Ah Tabai mais aussi l'annonce qu'il n'est pas le bienvenu à Tulum pour autant. Avant son départ, Kidd lui explique cependant que ses talents devraient être exploités, et que si seul l'argent l'intéresse, alors il sera payé s'il exécute les contrats que les Assassins lui enverront, chose qu'il accepte.

#### La traque de Laurens Prins
Revenu à Nassau, Edward poursuit sa recherche de l'Observatoire, et par conséquent de Roberts. Il croise alors la route de Jack Rackam et de Charles Vane, qui lui expliquent que le gouverneur Torres s'est étrangement enfermé dans un fort des Caraïbes avec une forte somme d'argent. Sentant qu'il y a un rapport avec le Sage, Edward décide d'attaquer le fort et apprend de la bouche de Torres que Roberts est entre les mains de l'esclavagiste Laurens Prins, qui ne voudra le libérer que contre rançon. Le pirate force alors le Gouverneur à agir selon son propre plan.
Prins se trouvant à Kingston, Edward s'y rend dans la foulée pour y retrouver, à sa grande surprise, Kidd. Ce dernier a justement pour mission de tuer l'esclavagiste, ce qui force Edward à déployer des trésors de patience pour le persuader de retenir sa lame le temps d'exécuter son plan. Prins rencontre Torres et les deux hommes s'en vont négocier dans leur coin, mais les deux pirates se font repérer, ce qui les forcent à adopter un autre plan. Ils décident, après s'être retrouvé au sommet du moulin de la ville, d'entrer directement dans la résidence de Prins. Comme ils ont cependant besoin d'une distraction, Kidd défait ses cheveux et ouvre sa chemise, révélant qu'il est en réalité une femme. Elle parvient à embobiner les gardes et à faire passer Edward, qui assassine Prins dans les jardins. Roberts parvient une nouvelle fois à s'enfuir. Edward et Kidd s'enfuient à leur tour puis la jeune femme révèle enfin son véritable nom en preuve d'amitié : Mary Read .

#### Le pardon royal
Un an plus tard, soit en 1718, Woodes Rogers arrive à Nassau en qualité de Gouverneur et annonce qu'il accordera un pardon royal à tout pirate qui désirera renoncer à sa vie de bandit. Cette proposition arrive à un moment où la ville est affaiblie par une épidémie qui a causé des ravages parmi la population, si bien que deux camps apparaissent bien vite : Barbe Noire veut répondre par la force, et faire sonner ses canons. Hornigold, lui, pense l'idée totalement folle vu l'état de la ville : il préfère faire profil bas, et éviter toute attaque de navire britannique en attendant de voir comment la situation évolue. C'est finalement Edward qui apporte la solution intermédiaire, en proposant de trouver des remèdes pour mettre la population d'aplomb. Barbe Noire, ravi, lui propose de le retrouver sur les lieux du naufrage de la flotte du trésor, afin de plonger et de remonter les casses de remèdes qui se trouvaient à bord.
Les fouilles sous-marines ne donnent rien de concluant : tant d'années dans l'eau ont fait que les remèdes sont totalement inutilisables. Furieux, Barbe noire tente alors d'attaquer un Man'o'war pour trouver des fioles viables et se retrouve en difficulté : l'intervention du Jackdaw fait tourner le combat en sa faveur, mais une fois encore les remèdes sont en qualité trop infime pour être réellement utiles. Il décide donc de faire le siège de Charles-Towne, qui est l'endroit d'où proviennent les caisses. C'est aussi l'occasion de découvrir que Stede Bonnet est devenu un membre de l'équipage, quoique son caractère ne lui permette pas d'être aussi redoutable que désiré.
Le siège ne donne cependant pas de résultat, alors même que Barbe Noire a pris des otages à bord. Edward décide alors d'aller chercher les remèdes lui-même et s'enfonce de nuit dans les Bayous. Il parviendra à rentrer dans les entrepôts et à ramener le matériel nécessaire, mais l'expérience aura eu un tel effet sur le moral de Barbe Noire que ce dernier décidera qu'il est sans doute temps pour lui de se mettre à la retraite. Il refuse, par conséquent, de retourner avec lui à Nassau et fait voile vers le nord, tandis que Bonnet s'en va voler de ses propres ailes, et avec son propre pavillon.

#### Le blocus de Nassau et la trahison de Rackam
Quelques semaines après son retour à Nassau, Edward découvre que Rogers a décrété l'application d'un blocus grâce à la flotte britannique, pour faire cesser les actes de piraterie en attendant que tout le monde se décide quant au pardon royal. Hornigold finit par accepter cette proposition, jugeant Nassau perdue et corrompue, tandis que Vane, lui, est déterminé à faire sauter le blocus. Edward se range à l'avis de ce dernier, et s'en va quérir de la poudre tandis que son compère fait de même avec de la poix. Ils entendent alors que les britanniques ont pour plan de faire sauter la flotte pirate durant la nuit, sur ordre du Commandant Peter Chamberlaine. Edward s'en va assassiner ce dernier pour empêcher l'application du plan, puis envoie le navire de Rackam exploser le blocus, ce qui lui permet, avec ses camarades, de rejoindre sa base de Great Inagua.
C'est là qu'il s'aperçoit du vide provoqué par le départ de Barbe Noire. Il décide d'aller à sa rencontre au Nord pour le persuader de revenir, mais ce dernier reste inflexible et le convie plutôt à sa fête de départ à la retraite. Il lui révèle aussi qu'il a entendu dire qu'un dénommé Roberts travaille sur un navire négrier, le Princess, et même s'il n'est pas certain qu'il s'agisse du Sage, l'information relance ses recherches. C'est alors qu'Edward remarque un matelot au comportement étrange et décide de le suivre discrètement. Il apprend ainsi que les Anglais ont eu vent de la retraite de Thach et ont décidé de l'attaquer en ce jour : les boulets tirés par un Man'o'war fusent immédiatement et dévastent l'île, forçant Edward et Thach a rejoindre le Jackdaw en urgence. Ils parviennent à aborder le navire mais Thach, débordé, meurt sous les épées ennemis. Trop choqué pour réagir, Edward est quant à lui projeté par-dessus bord et ne peut que fuir la bataille, anéanti par la perte de son ami et mentor.
Après avoir partagé son chagrin avec Charles Vane et Jack Rackam, il décide d'utiliser à bon escient les informations de Thach et se met en chasse du Princess. Les trois pirates décident d'aborder un navire de la même compagnie afin d'avoir des informations, perdant le Ranger (le vaisseau de Vane) dans l'opération. Ils apprennent que le Princess accoste régulièrement à Kingston, mais Jack Rackam interrompt l'échange et l'équipage se mutine. Ils volent le Jackdaw et abandonnent Edward et Vane sur la carcasse du Ranger, qui va s'échouer sur l'Isla Providencia. Ils y survivent quelques mois, mais Vane devient de plus en plus agressif le temps passant et accuse Edward d'être à l'origine de tous leurs maux. Il va jusqu'à tenter de le tuer avec des armes trouvées sur place, mais Edward parvient à le maîtriser, non sans difficultés. Finalement, il profite du passage à proximité d'un navire pour quitter l'île et retrouver sa base de Great Inagua, laissant Vane aux autorités.

#### Coopération avec Roberts
À Great Inagua, Edward retrouve le Jackdaw, miraculeusement repris par Mary Read et Adéwalé à Rackam. Il décide de se rendre à Kingston et y croise la route de Torres, Hornigold et Rogers. En épiant leur conversation, il apprend que Roberts s'est rendu à Principe, sur les côtes africaines. Bien qu'il manque de se faire tuer par une troupe de soldats alertée par Hornigold, qui a reconnu le Jackdaw amarré au port, il parvient à s'enfuir et fait route vers ce cap. Une fois arrivé à destination, soit quelques mois plus tard, il découvre que l'équipage du Princess a été assassiné pour la majeure partie par les Templiers, menés par Josiah Burgess et John Cockram, deux alliés d'Hornigold. Roberts, lui, a réussi à s'en sortir, et accepte de révéler à Edward l'emplacement de l'Observatoire à la condition qu'il sauve les rescapés, emprisonnés dans l'île. Le pirate accepte et tue par la même occasion Burgess et Cockram, puis Roberts, fidèle à sa parole, lui donne rendez-vous à des coordonnées précises.
Les deux hommes se retrouvent quelques mois plus tard non loin de Tulum : Roberts est alors capitaine de son propre navire, un immense Man'o'war volé à Principe. Edward a cependant été suivi par Hornigold, et force ce dernier à s'échouer après un combat naval épique. C'est à terre donc, qu'il assassinera cet ami qu'il a autrefois tant estimé, mais qui ne lui inspire désormais que colère et dégoût. Il rejoint ensuite Roberts qui lui explique qu'avant toute chose, ils doivent s'emparer de fioles de sang bien spécifique possédées par les Templiers – ce qu'ils réussissent à faire en se faisant passer pour un navire portugais. À la grande surprise d'Edward, les fioles en question sont toutes identiques à l'artefact qu'il a remis à Torres quelques années auparavant, quand il se faisait encore passer pour Walpole. Roberts ne lui en dit néanmoins pas plus et le dirige vers l'Observatoire.
L'Observatoire est gardé par des indigènes particulièrement hargneux, mais Edward s'en débarrasse assez vite. Une fois devant l'entrée, Roberts fusille les membres d'équipage qui les accompagnaient pour qu'ils ne puissent divulguer leurs secrets, puis entre dans l'Observatoire avec Edward et les caisses contenant les fioles de sang volées peu avant. Il explique, en des termes énigmatiques, y être déjà allé 80 000 ans auparavant, dans une autre vie : bien sûr, Edward est plus que perplexe quant à ce fait, du moins jusqu'à ce que Roberts lui dévoile le vrai pouvoir de l'endroit. L'Observatoire est un Crâne de cristal dans lequel on peut installer un des artefacts contenant le sang. Et grâce à cela, on peut voir à travers les yeux du donneur même si celui-ci se trouve à des milliers de kilomètres. Il fait une démonstration en utilisant le sang de Rogers et d'une personne inconnue qui assiste au recrutement d'Anne Bonny par Mary Read. Edward est enchanté et annonce que grâce à cet appareil, ils seront les maîtres des océans et feront fortune, mais Roberts a d'autres projets. Il trahit d'abord Edward en l'enfermant dans l'antichambre, et quand ce dernier parvient à s'échapper en se blessant néanmoins grièvement au ventre, il offre ce dernier aux autorités en échange de la prime offerte sur sa tête.

#### Années d'emprisonnement et évasion
Edward est emprisonné depuis deux ans quand il assiste, un jour, au procès de Mary Read et d'Anne Bonny, capturées et condamnées à mort pour piraterie. Les deux femmes parviennent à délayer la sentence en annonçant qu'elles sont enceintes, mais il y a peu d'espoir en ce qui concerne leur avenir. Surtout, il est approché par Rogers et Torres, qui se proposent de le libérer s'il leur indique où est l'Observatoire. Devant son refus, il menace à demi-mot Caroline Scott, puis se décident de le torturer discrètement durant de long mois jusqu'à ce qu'il craque.
Sauf qu'Edward ne craque pas. Quatre mois plus tard, alors qu'il a été laissé au supplice en plein soleil toute la journée, il est libéré le soir par Ah Tabai, qui révèle être venu pour Anne et Mary. Quoique l'homme ne l'oblige à rien, il lui demande de l'aider à libérer les deux femmes, ce qu'il accepte. Sur la route, il croise non sans tristesse le cadavre desséché de Rackam et la loque humaine qu'est devenu Vane, mais c'est surtout l'état dans lequel il trouve Mary qui achève de le briser. La jeune femme a mal vécu son accouchement et en est tombée malade : l'enfant lui a été arraché, et personne ne sait ce qu'il est devenu. Ah Tabai fait sortir Anne, mais Mary agonise à chaque pas, et ne peut pas être déplacée. Elle annonce cependant que la mort ne l’effraie pas, qu'elle a accompli son devoir. Il lui assure qu'il le pourra si elle reste avec lui, mais rien n'y fait. Mary meurt dans ses bras. Il ne peut que rapporter son corps à Ah Tabai, qui en échange lui tend ses effets personnels et notamment ses robes d'Assassin, en lui disant que même s'il ne les a pas méritées, elles lui vont bien.

#### Entrée dans l'Ordre des Assassins
Au fond du gouffre, Edward n'a que la force de se noyer dans son vin. Il voit dans ses délires Roberts se moquer de lui, et revoit les êtres chers qu'il a perdu mais ne peut plus rejoindre. Il finit néanmoins par croiser la route d'Adéwalé, qui lui annonce ne plus vouloir travailler pour lui, et lui conseille d'aller trouver les Assassins à Tulum. Ne sachant que faire d'autre, le jeune pirate suit ce conseil.
C'est Ah Tabai qui l'accueille, et c'est à lui qu'il fait part de ses doutes : il a toujours vécu pour l'argent et par l'argent. D'ailleurs, cet argent, il le possède désormais, ainsi qu'une grande renommée, mais il ne se sent pas plus complet pour autant. Tous ceux qu'il a aimé sont partis, de leur plein gré ou non. Quoiqu'il se soit moqué du credo des Assassins quelques années auparavant, il commence à le comprendre : comme Mary le disait, il ne contraint pas à l'action, juste à la réflexion. Et il est le début de la sagesse qu'Edward aspire à atteindre. Ah Tabai, satisfait de ce chemin parcouru, l'accepte dans la Confrèrie. L'occasion pour Edward de combattre avec lui pour repousser une attaque menée sur le camp.

#### Élimination des chefs templiers
Quelque temps plus tard, Edward est chargé d'assassiner Roberts, Torres et Rogers. Anne Bonny a également rejoint l'équipage du Jackdaw, à la place d'Adéwalé. Ils se rendent à Kingston où le chef du bureau local, l'Assassin Antó, suggère à Edward de s'infiltrer à la réception de départ donnée par Rogers en prenant la place d'un diplomate italien. Ce dernier trouve le plan adapté et lui confie une lettre à envoyer en Angleterre à sa femme avant d'aller s'exécuter. Une fois déguisé, il parvient à poignarder le Templier depuis un banc puis s'en va à la recherche de Roberts, qui est selon toute vraisemblance retourné à Principe. Il attaque d'abord son navire, le Royal Fortune, puis l'aborde et parvient à le tuer. Roberts le supplie dans ses dernières secondes de détruire son corps pour qu'il ne serve pas aux Templiers, ce que le jeune gallois accepte. Puis il s'en va à la recherche de Torres à La Havane. 
La ville étant en état d'alerte, il préfère confier le crâne de cristal récupéré sur Roberts à une camarade Assassin, non sans l'avoir d'abord utilisé pour localiser sa cible. Manque de chance pour lui, le Torres qu'il assassine est hélas un faux, et c'est face à El Tiburon, le garde du corps du gouverneur, qu'il est obligé de se battre. Il parvient à le tuer non sans mal, et se rend compte que l'homme doit se trouver en réalité à l'Observatoire.
Et c'est en effet là que se terre le gouverneur. Après avoir coulé sa flotte et anéanti les troupes cachées dans la jungle, Edward parvient à l'intérieur et constate que les défenses ont été activées : Roberts n'était en effet plus là pour les désactiver, ce qui laissait le Templier en mauvaise posture. Le jeune pirate l'assassine sans grande difficulté, puis remplace le crâne de cristal sur son piédestal avec la ferme intention de cacher son existence au reste du monde.
Une fois son œuvre terminée, Ah Tabai lui demande de détruire toutes les fioles de sang recueillies par les Templiers afin qu'elle ne puisse jamais servir. Edward accepte, mais demande d'abord à rentrer en Angleterre, pour faire amende honorable auprès de son épouse et tenter de se faire pardonner d'elle. Le visage du mentor se décompose alors, et il lui tend en réponse une lettre venue d'Angleterre quelques jours auparavant seulement : Caroline est décédée depuis deux ans, mais laisse derrière elle Jennifer Scott, leur petite fille plus exactement, dont il ne connaissait même pas l'existence.

#### Les adieux
Peu avant son retour, Edward décide d'offrir sa base de Great Inagua aux Assassins, pour qu'ils puissent y établir une base inconnue de leurs ennemis. Ah Tabai accepte avec joie ce don tandis qu'Adéwalé révèle que Rogers, malgré son coup de poignard, a survécu et est retourné au pays. Edward promet qu'il finira son travail une fois là bas, puis propose à Anne Bonny de l'accompagner. Celle-ci refuse, ne se sentant pas attachée au Credo des Assassins, mais lui souhaite bonne chance. C'est alors qu'arrive à Great Inagua le vaisseau apportant Jennifer, et que le père et la fille se rencontrent pour la première fois.

### Après les événements du jeu vidéo

#### Retour en Angleterre
Un des premiers réflexes d'Edward à son retour est d'obtenir des informations quant à la mort de Caroline : il découvre ainsi que le père de cette dernière n'a jamais rien fait pour elle, et la venge en assassinant ce dernier. Il est également sur le point de tuer Hague, le premier prétendant de Caroline, quand il est arrêté dans son élan par le père de ce dernier et Robert Walpole, cousin de Duncan Walpole. En échange de la vie de Hague, il se voit offrir un pardon royal pour lui ainsi que l'entièreté de son équipage, mais surtout une coquette fortune avec laquelle il achète un manoir à Londres dans le quartier de Queen Anne's Square. Un peu plus tard, il épouse Tessa Stephenson-Oakley, qui l'a aidé à faire cette acquisition. De leur union naît en 1725 Haytham Kenway, qu'il entraîne très tôt dans l'optique de faire de lui un Assassin, quoiqu'il lui apprenne également à ne se fier qu'à son propre jugement et à penser par lui-même, qu'importe les pressions extérieures. 

#### Fin de vie
Dans les dernières années de sa vie, Edward semble être un homme changé : connu pour sa sagesse et sa clairvoyance, il est très admiré de la plupart des personnes qu'il fréquente, quoique également craint des gens connaissant son passé de pirate. Il écrit son propre Codex qu'il dissimule dans sa bibliothèque, et forme des alliances, notamment avec un dénommé Reginald Birch à qui était promise Jennifer.
Edward meurt finalement en 1735 dans sa résidence londonienne, assassiné par des mercenaires employés par les Templiers et plus spécifiquement, Reginald Birch, qui en était un des membres influents.

## Personnalité
Le caractère d'Edward est difficile à décrire : arrogant et très égoïste, il est sur certains aspects l'archétype du pirate. Il est brutal, violent, n'a aucun remords à tuer et à prendre ce qu'il désire, et fait tout pour entretenir sa réputation. Il est aussi imprudent et assez impulsif, et ne se met jamais en question. C'est en tous cas ainsi qu'il est présenté dans le jeu.
Pourtant, la plupart de ses actions sont en réalité assez réfléchies : très intelligent, il n'a pas son pareil quand il s'agit de parler et parvient à se faire passer pour qui il le souhaite sans difficulté. Il respecte énormément ses camarades pirates et a un certain sens de l'honneur qui le pousse à aider ces derniers dès que possible. Il ne fait aucune différence entre ses camarades indigènes, noirs ou blancs, mâles ou femelles : seule la compétente compte à ses yeux, ce qui lui permet d'interagir avec bien des populations différentes. 
Parmi les assassins de la licence, Edward s'approprie le Credo : au lieu de l’interpréter comme une règle de vie, il le considère comme un outil de réflexion en perpétuelle évolution et en a donc une définition très particulière.
Edward a enfin une relation extrêmement complexe avec les femmes : grand charmeur qui enchaîne les prostitués aux Caraïbes, il se décrit cependant lui-même comme étant un romantique et reste d'ailleurs parfaitement fidèle à Caroline le temps de leur vie à deux. Il semblait avoir du mal à trouver sa place dans un couple aussi peu traditionnel, admirant à la fois la débrouillardise et l'indépendance de sa femme (qui lui apprend d'ailleurs à lire) tout en se lamentant de ne pas réussir à pourvoir à ses besoins comme un homme devrait le faire. Il a donc des réflexes à la fois extrêmement modernes et très ancrés dans son époque : à l'inverse de la plupart des pirates, il autorise des femmes à bord du Jackdaw et nourrit le plus grand respect pour Mary Read. Mais de la même façon, il ne laisse pas à sa fille le choix de son futur époux, ce qui lui attire d'ailleurs la colère de cette dernière.
Edward semble s'être largement adouci une fois établi à Londres : c'est, du moins, ce qui ressort du portrait qu'en fait son fils, Haytham. Une anecdote illustre notamment ce changement de caractère : alors que la famille Kenway (accompagnée de Reginald Birch) s'en rentrait chez elle après une petite visite à White's Chocolate House, un mendiant essaya de s'en prendre à Tessa afin de lui voler ses bijoux. Edward le repoussa sans mal, mais alors que Birch s'apprêtait à le tuer, il intervint afin qu'aucun mal ne lui soit fait et lui sauva ainsi la vie. Cet acte de compassion marqua beaucoup Haytham qui s'en inspira par la suite pour faire ses propres choix.

## Articles Connexes
- Assassin's Creed
- Assassin's Creed IV Black flag
- Assassin's Creed III